# Француска револуција
Француска револуција је период далекосежних друштвених и политичких преокрета у Француској, њеним колонијама и Европи крајем 18. века. Период обично обухвата период између стварања Скупштине сталежа 5. маја 1789. и најкасније државног удара Наполеона Бонапарте 9. новембра 1799. Овај период у француској историји окончан је заменом апсолутне монархије са низом мање или више дефинисаних режима, укључујући Прву републику нешто више од три године након освајања Бастиље.
Француска револуција је завештала потпуно нове политичке форме, посебно кроз Декларацију о правима човека и грађанина из 1789. године која је прокламовала једнакост грађана пред законом, основне слободе и суверенитет нације, и конституисала се око држава. „Национални мит“, његове вредности и институције револуције и данас доминирају француским политичким животом. Револуција је довела до сузбијања друштва поредака (феудализам, привилегије...), веће поделе земљишне својине, ограничавања вршења политичке моћи, ребаланса односа између Цркве и државе и редефинисања породичних структура.
Овај период обележен је великим насиљем, посебно током терора, у оквиру покушаја контрареволуције из Вандејског рата, током којег је убијено неколико стотина хиљада људи, током федералистичких побуна или у контексту борби између ривала револуционарних фракција, што је резултирало узастопним смрћу главних револуционарних личности. Ратови Француске револуције, који су захватили велики део континенталне Европе, ширили су револуционарне идеје и допринели укидању друштвених поредака у западној Европи, у „сестринским републикама” а потом и широм Европе.
Француска револуција „разликује се од других револуција по својим универзалистичким захтевима по томе што је намењена да користи целом човечанству“. Од њеног почетка, њени присталице су прокламовале универзални значај идеја француске револуције, а њени противници наглашавали величину њених последица. Револуција је остала предмет дебате, као и контроверзна референца током два века која су је уследила, у Француској и широм света. То је створило непосредне и трајне поделе између присталица револуционарних идеја и бранилаца старог поретка, као и између антиклерикала и Католичке цркве. Већина историчара га сматра једним од главних догађаја у светској историји.
Означава почетак периода велике институционалне нестабилности у Француској и Европи током којег се три уставне монархије, две ефемерне републике и две империје смењују једна другу, све до коначног доласка Републике током 1870-их. Савремена историја је обележена наслеђем Француске револуције када је већина револуционарних покрета то видела као претходник. Његове велике фразе и културни симболи постали су заставе других великих преокрета у модерној историји, укључујући Руску револуцију више од једног века касније.

## Позадина
Основни узроци Француске револуције обично се приписују неуспеху старог поретка да управља социјалном и економском неједнакошћу. Брз раст становништва и немогућност да се адекватно финансира државни дуг довели су до економске депресије, незапослености и високих цена хране. У комбинацији са регресивним пореским системом и отпором владајуће елите реформама, резултирало је кризом за коју се показало да Луј XVI није могао да управља.
У исто време, расправа о овим питањима и политичка неслагања постали су део ширег европског друштва, а не ограничени на малу елиту. Ово је попримило различите облике, као што је 'енглеска култура кафеа', и проширило се на подручја која су колонизовали Европљани, посебно Британску Северну Америку. Контакти између различитих група у Единбургу, Женеви, Бостону, Амстердаму, Паризу, Лондону или Бечу били су много већи него што се често цени.
Транснационалне елите које су делиле идеје и стилове нису биле нове; оно што се променило је њихов обим и број који је укључен. Под краљем Лујем XVI, двор у Версају је био центар културе, моде и политичке моћи. Побољшања у образовању и писмености током 18. века значила су већу публику за новине и часописе, са масонским ложама, кафеима и клубовима за читање који су пружали области где су људи могли да дебатују и дискутују о идејама. Појава ове „јавне сфере“ довела је до тога да је Париз заменио Версај као културни и интелектуални центар, остављајући Суд изолованим и мање у могућности да утиче на мишљење.
Поред ових друштвених промена, француска популација је порасла са 18 милиона 1700. на 26 милиона 1789. године, чиме је постала најмногољуднија држава у Европи; Париз је имао преко 600.000 становника, од којих је отприлике једна трећина била или незапослена или без редовног посла. Неефикасне пољопривредне методе значиле су да су се домаћи фармери борили да узгајају довољно хране да подрже ове бројке, а примитивне транспортне мреже отежавале су дистрибуцију онога што су произвели. Као последица ове неравнотеже, цене хране су порасле за 65% између 1770. и 1790. године, али су плате порасле за само 22%. Такве несташице су биле штетне за режим, пошто су многи окривљавали повећање цена због неуспеха владе да спречи профитерство. Слабе жетве током 1780-их, које су кулминирале најстрожом зимом током деценија 1788/1789, створиле су сеоско сељаштво које нема шта да прода и градски пролетаријат чија је куповна моћ урушена.
Друга велика препрека економији био је државни дуг. Традиционални погледи на Француску револуцију често приписују финансијску кризу трошковима Англо-француског рата 1778–1783, али модерне економске студије показују да је ово само делимично објашњење. Године 1788. однос дуга према бруто националном дохотку у Француској био је 55,6%, у поређењу са 181,8% у Британији, и иако су француски трошкови задуживања били већи, проценат прихода намењен плаћању камата био је отприлике исти у обе земље. Један историчар закључује „ни ниво француског државног дуга 1788. године, нити његова претходна историја, не могу се сматрати објашњењем за избијање револуције 1789. године“.
Проблем је лежао у процени и наплати пореза који се користи за финансирање државних расхода. Стопе су се веома разликовале од региона до региона, често су имале малу или никакву везу са износима утврђеним у званичним уредбама и прикупљане су недоследно. Била је то сложеност колико и финансијски терет који је изазивао негодовање; жалбе племства нису утицале на знатно мање плате од других сталежа. Покушаји да се систем учини транспарентнијим блокирали су регионални парламенти који су контролисали финансијску политику. Настали ћорсокак суочен са широко распрострањеним економским проблемима довео је до позивања Генералних сталежа, који су се радикализовали борбом за контролу јавних финансија.
Иако није био равнодушан према кризи и вољан да размотри реформе, Луј XVI је често одустајао када је био суочен са противљењем конзервативних елемената унутар племства. Као резултат тога, суд је постао мета народног гнева, посебно краљице Марије-Антоанете, коју су сматрали расипничком аустријском шпијунком и окривљеном за смену „прогресивних“ министара попут Жака Некера. За њихове противнике, просветитељске идеје о једнакости и демократији представљале су интелектуални оквир за бављење овим питањима, док је америчка револуција виђена као потврда њихове практичне примене.

## Скупштина
Посланици изабрани на изборима широм Француске састали су се 5. маја 1789. у Версају. 28. маја, опат Сијес је покренуо да трећи сталеж почне са верификацијом своје власти и позвао је друга два сталежа да им се придруже, али није чекао на њих. Овај процес је завршен 17. јуна, а онда су гласали за много радикалније мере, прогласивши себе Националном скупштином, скупштином народа, а не сталежа. Опет су позвали остале да им се придруже, али су им ставили до знања да намеравају да управљају државним питањима с њима или без њих.
Луј XVI је затворио зграду у којој се скупштина одржавала. Временске прилике нису допуштале доношење одлука на јавном месту, па  скупштина преместила своје заседање у оближње затворено тениско игралиште где су се 20. јуна 1789. заклели да се неће разилазити док не донесу устав Француској. Већина представника свештенства им се ускоро придружила, као и 47 представника племства. До 27. јуна, ројалистичка партија је била надјачана, иако је војска у великим бројевима почела да пристиже око Париза и Версаја. Поруке подршке су стизале из Париза и других француских градова. Дана 9. јула, Скупштина је преименована у Националну уставотворну скупштину, која ће трајати до 30. септембра 1791. када је коначно била распуштена.

## Национална уставотворна скупштина

### Пад Бастиље
Дана 11. јула 1789, краљ Луј, под утицајем конзервативног племства из свог личног савета, као и своје супруге Марије Антоанете и брата грофа д'Артое, је сменио реформистичког министра Некера и комплетно реконструисао владу. Много Парижана је кренуло у отворену побуну. Део војске се придружио руљи; други су остали неутрални.
Дана 14. јула 1789, након неколико сати борбе, побуњеници су освојили затвор Бастиљу, убивши управника, маркиза Бернара де Лонаја и неколико његових стражара. Иако су ослободили само седам затвореника: четири лопова, двојицу лудака и једног сексуалног преступника, Бастиља је служила као јак симбол свега што је омражено под старим режимом. Вративши се испред градске скупштине, маса је оптужила градоначелника Жака де Флесела за издају; убијен је на путу ка краљевској палати где је требало да се одржи јавно суђење.
Краљ и његове војне присталице су се повукле, барем привремено. Маркиз де Лафајет је преузео команду над Народном гардом у Паризу. Жан Силван Бели, председник Народне скупштине у време Тениске заклетве, је постао градоначелник у новој административној структури знаном као комуна. Краљ је посетио Париз, где је 27. јула прихватио триколору, док су повици „Живео краљ“ промењени у „Живела нација“.
Ипак, након овог насиља, племство, мало охрабрено овим привидним и како се показало, привременим помирењем, почело је да бежи из земље, од којих су неки почели да припремају грађански рат и тражили европску коалицију против Француске.
Некер, који је враћен на власт, је уживао у свом краткотрајном тријумфу. Лукав економиста, али мање лукав политичар, Некер је преценио себе захтевањем и добијањем опште амнестије, изгубивши тако много популарности у народу у тренутку свог наводног тријумфа.
До краја јула, побуна се проширила Француском. У сеоским крајевима, многи су отишли даље од овог; неки су спалили повеље о власништву и немали број двораца, као део опште аграрне побуне која је позната као Велики страх. Као додатак, завере и агитације избеглог племства су довели до необузданих гласина и параноја (посебно у сеоским подручјима) који су изазвале велике немире и које су допринеле Великом страху.
У спомен на пад Бастиље, данас се 14. јул у Француској слави као Дан републике.

### Одлуке
Буржоазија покушава завести ред, уплашена акцијом народа. То јој успева доношењем закона о укидању феудалних дажбина 4. августа 1789, чиме је стари поредак био срушен, а донесена је и Декларација о правима човека и грађанина, један од темељних докумената у историји људских права, којим су слобода, једнакост и власништво проглашени неотуђивим правом човека.
Недуго затим, црква је секуларизована, а њена су имања проглашена државним добром (продајом тих имања власт је покушала решити државну кризу). 3. септембра 1791. проглашен је први француски Устав којим је Француска постала грађанско-демократска уставна монархија са строгом поделом власти на законодавну, извршну и судску. На челу државе и даље је био краљ, али сада ограничен у владавини. Законе је доносила уставотворна скупштина преименована у Законодавну скупштину, док је краљ имао право вета и извршну власт. Француска је подељена у 83 департмана, цехови су укинути и тиме је омогућен слободан развој обрта, индустрије и трговине. Сељаци су постали закупници земље на којој су радили, а бирачко право је дато је пунолетним мушкарцима с имовином одређене вредности.
Међу присталицама револуције развило се идејно подвојење, па су тако настали Жирондинци, умерене демократе из покрајине Жиронде, и Јакобинци, екстремни радикали који су се окупљали у манастиру Светог Јакова.
У међувремену, Народна скупштина је створила буржоаску државу. Француска је постала уставна буржоаска монархија. Краљ Луј XVI стаје на страну контрареволуције и покушава страном интервенцијом срушити револуцију у Француској. Издао је проглас којим је осудио дело Народне скупштине и позвао у помоћ своје присталице. Уставотворна скупштина престала је са радом 29. септембра 1791. године. По њеној одлуци ниједан њен члан се није могао кандидовати за законодавну скупштину.

## Законодавна скупштина и пад монархије

### Законодавна скупштина
Према уставу из 1791, Француска је функционисала као уставна монархија. Краљ је морао да дели власт са изабраном Законодавном скупштином, али је задржао право на вето и право да бира министре.
Законодавна скупштина се први пут састала 1. октобра 1791. и изродила се у хаос након мање од годину дана. Састојала се од 165 феулитанаца (уставних монархиста) на десници, око 320 жирондинаца и јакобинаца на левици и око 250 представника који нису припадали ниједној странци.
Одмах на почетку, краљ је ставио вето на закон који је претио смрћу избеглом племству и налагао да све свештенство мора у року од 8 дана да положи заклетву оданости држави по „Акту о цивилној организацији свештенства“. Током године, неслагања попут ових ће довести до уставне кризе и довешће Револуцију на виши ниво.

### Рат
Политика тог периода је неизбежно вукла Француску у рат са Аустријом и њеним савезницама. Краљ, десница и Жирондинци су желели рат са Пруском и Аустријом, а против рата су били јакобинци на челу са Робеспјером. Краљ се надао да ће рат повећати његову популарност, такође је тражио могућност и да искористи и неуспех рата. Жирондинци су се надали да ће рат проширити револуцију у Европи. Јакобинци су се противили рату, јер су радије желели да консолидују и прошире револуцију код куће. Аустријски цар Леополд II Хабзбуршки, брат Лујеве жене Марије Антоанете, је можда такође желео да избегне рат, али је умро 1. марта 1792.
Француска је објавила рат Аустрији 20. априла 1792, а Пруска се придружила Аустрији неколико недеља касније. Након неколико почетних окршаја који су прошли лоше по Французе, први значајнији догађај се десио са француско-пруском битком код Валмија (20. септембар 1792). Иако је јака киша спречила коначан исход битке, француска артиљерија је показала своју супериорност. Међутим, током овог периода, Француска је упала у немире и монархија је постала ствар прошлости.

### Уставна криза
Ноћи 10. августа 1792, побуњеници, уз подршку нове револуционарне Париске комуне, напали замак Тиљерије. Краљ и краљица су заробљени, а законодавна скупштина је суспендовала монархију: било је присутно мало више од трећине представника, а скоро сви су били Јакобинци.
Оно што је остало од владе је зависило од подршке побуњеничке Комуне. Када је Комуна послала банде у затворе да убију затворенике и послала допис осталим градовима у Француској позивајући их да прате овај пример, скупштина је могла да пружи само слаб отпор. Ова ситуација је трајала до стварања Конвента, који је био задужен за писање новог устава, а који се прву пут састао 20. септембра 1792. и постао је де факто нова влада Француске. Следећег дана је укинута монархија и проглашена република. Овај датум је касније усвојен као почетак Прве године Француског револуционарног календара.

## Конвент
Законодавна власт нове републике је прешла на Национални конвент, док је извршна власт пала на Комитете јавне безбедности. Жирондинци су постали најутицајнија партија у Конвенту и Комитетима.
У Брунсвикшком манифесту, аустријске и пруске војске су претиле одмаздом над становништвом Француске ако се одупре њиховом напредовању или поновном успостављању монархије. Као последица тога, краљ Луј је виђен како кује заверу са непријатељима Француске. 17. јануара 1793, краљ Луј XVI је осуђен на смрт због „завере против јавне слободне и опште безбедности“ од стране слабе већине у Конвенту. Погубљење 21. јануара 1793. је довело до још више ратова са осталим европским државама. Лујева жена, Марија Антоанета, је погубљена на гиљотини 16. октобра.
Када је рат кренуо лоше по Французе, цене су скочиле и сиромашни радници и јакобинци су се побунили; контра-револуционарне активности су почеле у неким регионима. Ово је охрабрило јакобинце да државним ударом преузму власт, мобилишући подршку јавности против жирондинаца и уз подршку снага сиромашних радника. Савез јакобинаца и радника је тако постао елемент који је био језгро нове владе. Политика је постала значајно радикалнија.
Комитет јавне безбедности је дошао под контролу Максимилијана Робеспјера и јакобинци су покренули Владавину терора (1793—1794). Најмање 1.200 људи је убијено под гиљотином или на други начин након оптужби за контра-револуционарне активности. Најмања назнака контра-револуционарних мисли или активности (или у случају Жака Хебера, револуционарни фанатизам који је надмашивао оне на власти) могла је довести под сумњу, а суђења нису вршена према савести.
Године 1794, Робеспјер је имао уклоњене ултра-радикале и умерене јакобинце; међутим, као последица тога, његова популарност је драматично опала. 27. јула 1794, народ Француске се побунио против Робеспјеровог терора у ономе што ће постати познато као „Термидорска реакција“. Она се завршила тако што су умерени чланови Конвента сменили и погубили Робеспјера и неколико других водећих чланова Комитете јавне безбедности. Нова влада се углавном састојала од жирондинаца који су преживели Терор, а након преузимања власти, они су вршили освету чак и над оним Јакобинцима који су им помогли да збаце Робеспјера, забранивши клуб јакобинаца и погубљењем многих његових бивших чланова у ономе што је познато као „Бели терор“.
Конвент је усвојио нови „Устав године треће“ 17. августа 1795; референдум га је ратификовао у септембру и ступио је на снагу 26. септембра 1795.

## Директоријум
Нови устав је увео Директоријум и створио прво дводомно законодавно тело у историји Француске. Скупштина се састојала од 500 посланика (Савет пет стотина) и 250 старешина (Савет сениора). Извршна власт је прешла на пет директора, који су бирани једном годишње од стране Савета сениора из листе коју је саставио Савет пет стотина.
Нови режим се сусрео са отпором преосталих јакобинаца и ројалиста. Армија је угушила побуне и контрареволуционарне активности. На овај начин су војска и њен успешан генерал, Наполеон Бонапарта, стекли велику моћ.
Дана 9. новембра 1799, Наполеон је извршио државни удар којим је увео Конзулат; ово је ефикасно довело до његове диктатуре и на крају (1804) његовог проглашења за цара, са којим је дошао крај републиканске фазе Француске револуције.

## Последице
Овакво стање у Француској одражавало се на расположење и схватање тадашњег француског друштва. Сав образовани свет Француске пред револуцију противио се свему што је спутавало човечију мисао и акцију. Оформила се идеологија једног друштва које је осетило да има довољно снаге да се бори за напредак. Иступајући против старог схватања и заосталог уређења, поборници нових идеја извршили су духовну револуцију и тако припремили масу за борбу против апсолутизма и феудализма. Поборници новог правца у филозофији - рационалисти - снажно су покренули мисао коју преко енциклопедиста и других снажних личности у области науке и уметности рађа у Европи сјајно доба француске просвећености. Од тих великих идеолога најзначајнији су: Монтескје, Волтер и Русо. Најстарији међу идеолозима био је Монтескје (1689—1755), пореклом из аристократске породице. Као истакнути писац и правник критикује поредак у Француској. У свом главном дијелу „Дух закона“ даје предлог новог уређења Француске. По њему, најбоље државно уређење је уставна монархија енглеског типа. Законодавну власт треба да има народна скупштина, а извршну власт владар. Његове идеје наишле су на одобравање организације власти за време Француске револуције. Он предлаже стриктну поделу власти према њеним функцијама на законодавну, извршну и судску. На јавно мњење утицао је и Волтер, који је због својих мишљења једно време провео у Париском затвору Бастиљи. Русо је био теоретичар модерне демократије, објавио је дело „Друштвени уговор“ , у којем износи да је држава организација која настаје уговором између власти и народа.
Француском револуцијом укинут је феудализам и успостављен капитализам у Француској. Француска револуција је битно утицала на развој капиталистичких односа у целој Европи.

### Остале револуције у Француској
- Јулска револуција
- Револуције 1848. у Француској
- Париска комуна
- Студентске демонстрације 1968.